# Ponte Centenária (Panamá)
Ponte Centenária, também chamada de Puente Centenário, em espanhol, e de Centennial Bridge, em inglês, é a segunda e mais recente grande ponte construída sobre o Canal do Panamá, na América Central. A construção desta nova ponte se fez necessária devido ao crescente aumento de tráfego sobre o canal com o passar dos anos. Inaugurada em 2004, ela foi construída a nove milhas ao norte da antiga ponte, sobre um trecho do canal chamado Gaillard Cut, anteriormente chamado de Culebra Cut ("cut" significa "corte" em inglês), uma escavação de treze quilômetros (cerca de nove milhas) que atravessa um monte chamado Culebra (cobra, em espanhol).

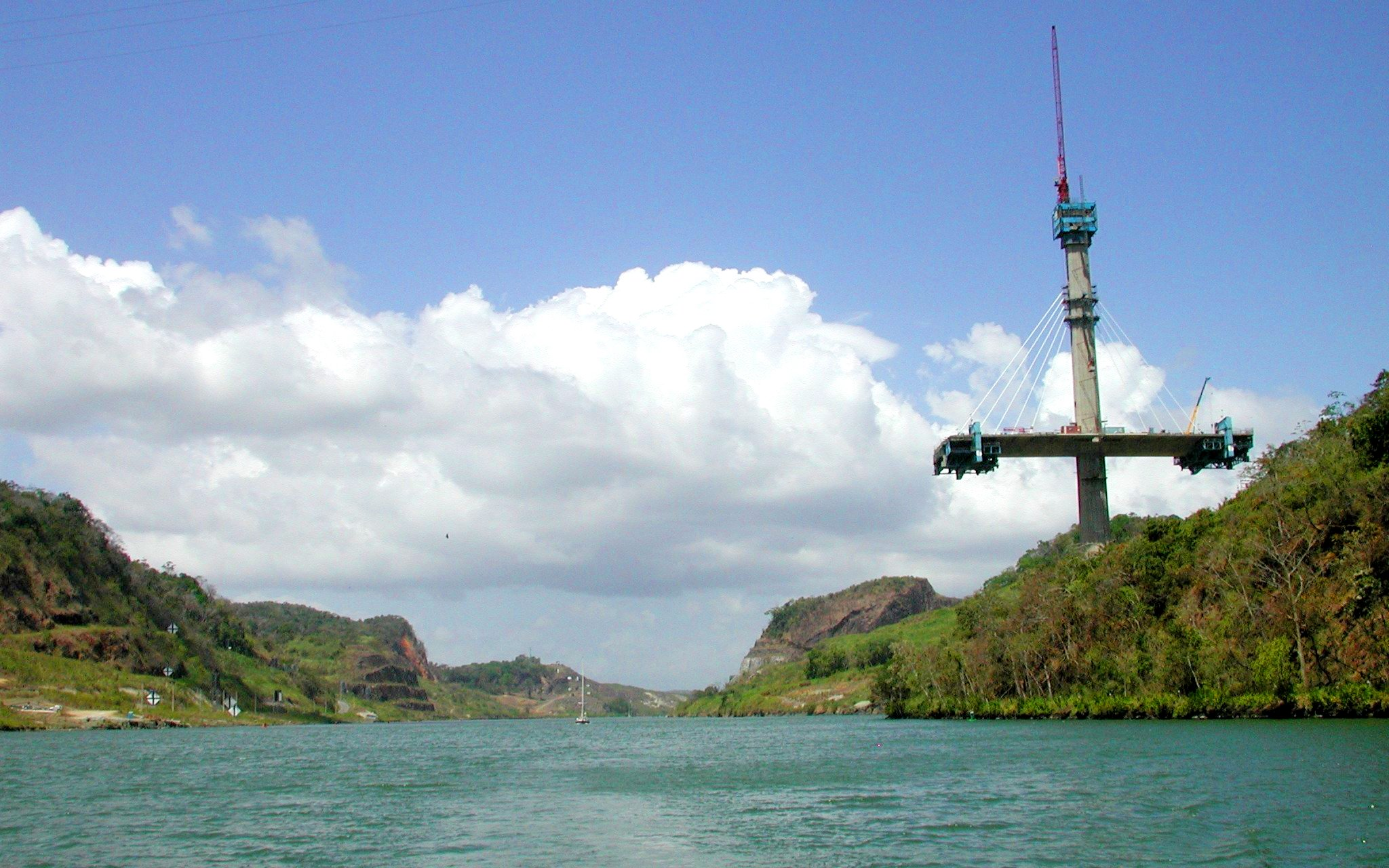
A Ponte Centenária durante sua construção

A Ponte Centenária, assim como a antiga Ponte das Américas, e mesmo o próprio Canal do Panamá, são atrações turísticas que atraem visitantes das mais diversas partes do mundo. 